# ギリシャサッカー連盟
ギリシャサッカー連盟（ギリシャサッカーれんめい、ギリシア語: Ελληνική Ποδοσφαιρική Ομοσπονδία, 英語: Hellenic Football Federation, 略称: HFF）は、ギリシャにおけるサッカーを統括する競技運営団体。国際サッカー連盟（FIFA）と欧州サッカー連盟（UEFA）に加盟している。

## 運営・組織
- ギリシャ・スーパーリーグ
- キペロ・エラーダス
- サッカーギリシャ代表
- サッカーギリシャ女子代表
- U-23サッカーギリシャ代表（英語版）
- U-21サッカーギリシャ代表